# جوبند (أوتش هاتشا)
جوبند (بالفارسية: جوبند) هي منطقة سكنية تقع في إيران في قسم أوتش هاتشا الریفي. يقدر عدد سكانها بـ 196 نسمة .